# 365 Jours à Clichy-Montfermeil
 (novembre 2023).
Si vous disposez d'ouvrages ou d'articles de référence ou si vous connaissez des sites web de qualité traitant du thème abordé ici, merci de compléter l'article en donnant les références utiles à sa vérifiabilité et en les liant à la section « Notes et références ».
Pour plus de détails, voir Fiche technique et Distribution.
365 Jours à Clichy-Montfermeil est un  documentaire français, réalisé par le collectif Kourtrajmé et filmé par le réalisateur Ladj Ly, 26 ans, habitant de la cité des Bosquets à Clichy-Montfermeil. Ce reportage de 25 minutes est consacré aux émeutes de 2005 dans les banlieues françaises : Ladj Ly a filmé sa cité pendant et après les événements. Le documentaire est sorti en DVD en 2007.
Le documentaire est accompagné d'un reportage consacré au travail de fond mené par deux éducateurs, de deux courtes pastilles sur l'expo 2 rue réalisée en 2004, et de plusieurs autres bonus (interviews, courts-métrages…).

## Le DVD
Le DVD contient :

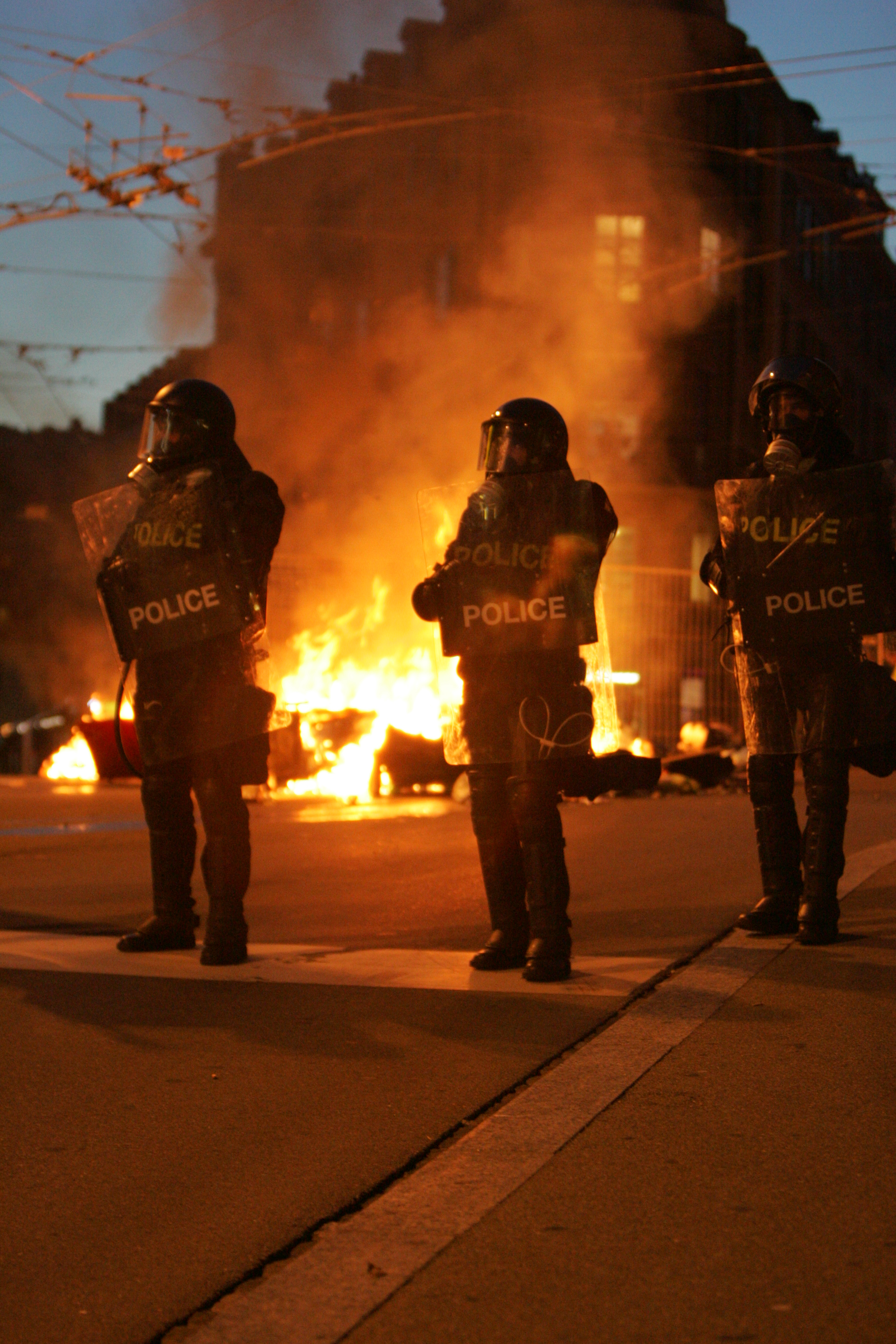
Émeutes avec des policiers (ici en Suisse).

- Le documentaire 365 jours à Clichy-Montfermeil
- Le documentaire 1 an après l'état d'urgence (Ladj Ly, Capa / Envoyé spécial, France 2) : documentaire sur le travail des médiateurs en banlieue
- Interviews des habitants, acteurs sociaux et élus locaux de Clichy-Montfermeil
- Reportage Expo2rue, JR / Kourtrajmé aux Bosquets
- Projet 28 Millimètres (Ladj Ly / JR)
- Clip manifestations anti-CPE en 2005
- Courts métrages Les Frères Wanted 1&2, avec Vincent Cassel
- Teaser L'Arabe Strait, making-of de Kim Chapiron avec Vincent Cassel
- Court métrage Montfermeil les Bosquets de Kim Chapiron
- Court métrage Guerrier Manding de Toumani Sangaré
- Fonky CRS
- Extrait Abyssiens